# 靳国卫
靳国卫（1967年3月—），男，汉族，辽宁大连人，中华人民共和国政治人物。1987年11月加入中国共产党，1989年8月参加工作，大学学历，硕士学位。现任中共辽宁省委常委、宣传部部长。

## 简历
曾任大连市信息产业局副局长，大连市甘井子区人民政府副区长，大连生态科技创新城管委会副主任，大连市经济和信息化委员会党委书记、主任，大连高新技术产业园区党工委书记、管委会主任等职务。2018年1月，任大连市人民政府副市长。
2021年3月，转任中共锦州市委副书记、市长。同年6月，升任中共锦州市委书记。
2023年1月，任辽宁省人民政府副省长、党组成员。2024年9月2日，升任中共辽宁省委常委、宣传部部长。